# Danh sách cầu thủ tham dự Cúp bóng đá châu Á 2007
Mỗi đội tuyển tham gia vòng chung kết Cúp bóng đá châu Á 2007 có quyền đăng ký 23 cầu thủ, trong đó có tối thiểu 3 thủ môn. Hạn cuối cùng để nộp danh sách là ngày 16 tháng 6 năm 2007. Trong trường hợp chấn thương vào phút chót, các đội tuyển có thể thay đổi danh sách chậm nhất là vào 24 giờ trước trận đấu khai mạc giải. Trong danh sách dưới đây, những cầu thủ có ký hiệu (ĐT) là người mang băng đội trưởng của đội. Thông tin về câu lạc bộ, số lần khoác áo và số bàn thắng cho đội tuyển quốc gia của mỗi cầu thủ là thông tin vào thời điểm khai mạc giải, đã tính cả các trận đấu giao hữu trước thềm của giải đấu.

## Bảng A

### Iraq
Huấn luyện viên trưởng:   Jorvan Vieira
| SA | Vị trí | Tên cầu thủ            | Ngày sinh  | SLKA | BT | Câu lạc bộ        |
| -- | ------ | ---------------------- | ---------- | ---- | -- | ----------------- |
| 1  | TM     | Ahmed Ali Jaber        | 02/08/1982 | 13   | 0  | Al-Zawraa         |
| 2  | HV     | Jassim Mohammed Ghulam | 11/03/1979 | 11   | 0  | Al Wihdat         |
| 3  | HV     | Bassim Abbas           | 01/07/1982 | 43   | 2  | Nejmeh            |
| 4  | HV     | Khaldoun Ibrahim       | 16/07/1987 | 6    | 0  | Mes Kerman        |
| 5  | TV     | Nashat Akram           | 05/12/1984 | 56   | 6  | Al-Shabab         |
| 6  | TV     | Saleh Sader            | 21/08/1982 | 36   | 11 | Al-Ansar          |
| 7  | TV     | Ali Abbas Mshehid      | 30/08/1986 | 4    | 0  | Al-Quwa Al-Jawiya |
| 8  | TV     | Ahmad Abd Ali (Kobi)   | 01/01/1986 | 7    | 0  | Al-Zawraa         |
| 9  | TĐ     | Mohammad Nasser        | 12/03/1984 | 17   | 5  | Al-Talaba         |
| 10 | TĐ     | Younis Mahmoud (ĐT)    | 03/02/1983 | 50   | 24 | Al-Gharafa        |
| 11 | TV     | Hawar Mulla Mohammed   | 12/09/1982 | 50   | 13 | Apollon Limassol  |
| 12 | HV     | Haidar Abdul-Razzaq    | 06/06/1982 | 24   | 0  | Al-Hussein Irbid  |
| 13 | TV     | Karrar Jassim Mohammed | 15/03/1987 | 9    | 1  | Al-Wakra          |
| 14 | HV     | Haidar Abdul-Amir      | 05/04/1982 | 28   | 2  | Al-Faisaly        |
| 15 | HV     | Ali Hussein Rehema     | 15/04/1985 | 27   | 0  | Al-Wakra          |
| 16 | TĐ     | Ahmad Mnajed           | 13/12/1981 | 26   | 8  | Al-Ansar          |
| 17 | TĐ     | Louay Salah Hassan     | 07/02/1982 | 14   | 3  | Persepolis        |
| 18 | TV     | Mahdi Karim            | 10/12/1983 | 43   | 7  | Apollon Limassol  |
| 19 | TV     | Haitham Kadhim         | 20/11/1983 | 25   | 2  | Arbil             |
| 20 | HV     | Nabeel Abbas Lafta     | 01/01/1986 | 0    | 0  | Najaf FC          |
| 22 | TM     | Noor Sabri             | 06/06/1984 | 42   | 1  | Mes Kerman        |
| 23 | TM     | Mohammed Kassid        | 10/12/1986 | 2    | 0  | Al Shurta         |
| 24 | TV     | Qusay Munir            | 12/04/1981 | 34   | 5  | Arbil             |

### Oman
Huấn luyện viên trưởng:  Gabriel Calderón
| SA | Vị trí | Tên cầu thủ          | Ngày sinh  | SLKA | BT | Câu lạc bộ            |
| -- | ------ | -------------------- | ---------- | ---- | -- | --------------------- |
| 1  | TM     | Sulaiman Al Mazroui  | 13/09/1972 |      |    | Muscat                |
| 2  | HV     | Mohamed Al Noobi(ĐT) | 10/05/1981 |      |    | Al-Sadd Sports Club   |
| 3  | HV     | Juma Al Wahaibi      | 02/03/1980 |      |    | Tadamon               |
| 4  | HV     | Said Sawailim        | 28/08/1983 |      |    | Umm-Salal Sports Club |
| 5  | TV     | Fahad Ba-Masilah     | 08/07/1986 |      |    | Dhofar                |
| 6  | HV     | Issam Fayel          | 14/08/1984 |      |    | Sur                   |
| 7  | TV     | Sultan Al-Touqi      | 02/01/1984 |      |    | Al Salmiya Club       |
| 8  | TĐ     | Badar Al-Maimani     | 16/07/1984 |      |    | Al-Ahli               |
| 9  | TĐ     | Hashim Mohamed       | 15/10/1981 |      |    | Al-Shamal             |
| 10 | TV     | Fawzi Bait Doorbeen  | 06/05/1984 |      |    | Al Qadisiya           |
| 11 | TĐ     | Yousuf Al-Busaidi    | 04/11/1982 |      |    | Dhofar                |
| 12 | TV     | Ahmed Al Muhaijri    | 23/02/1985 |      |    | Al-Rayyan Sports Club |
| 13 | TV     | Mohammed Al-Ghassani | 01/04/1985 |      |    | Al Suwaiq             |
| 14 | TĐ     | Younis Al Musaifri   | 24/10/1981 |      |    | Kazma                 |
| 15 | TĐ     | Ismail Al-Ajmi       | 09/06/1984 |      |    | Umm-Salal Sports Club |
| 17 | HV     | Hassan Al Gheilani   | 26/06/1980 |      |    | Al-Ahli               |
| 18 | HV     | Hamed Al Bulushi     | 08/01/1984 |      |    | Muscat                |
| 20 | TĐ     | Amad Al Hosni        | 18/07/1984 |      |    | Qatar Sports Club     |
| 21 | TV     | Ahmed Al Mukhaini    | 18/07/1984 |      |    | Al-Shamal Sports Club |
| 24 | TV     | Younis Mubarak       | 12/03/1987 |      |    | Al Oruba              |
| 25 | HV     | Sulaiman Al Shukairi | 29/10/1984 |      |    | Al Salmiya            |
| 26 | TM     | Ali Al Habsi         | 30/12/1981 |      |    | Bolton Wanderers      |
| 28 | HV     | Hussain Ali Al Hadri | 21/05/1990 |      |    | Dhofar                |

### Thái Lan
Huấn luyện viên trưởng:  Chanvit Polchovin
| SA | Vị trí | Tên cầu thủ             | Ngày sinh  | SLKA | BT | Câu lạc bộ                   |
| -- | ------ | ----------------------- | ---------- | ---- | -- | ---------------------------- |
| 1  | TM     | Weera Koedpudsa         | 01/07/1984 |      |    | Bangkok University FC        |
| 2  | TV     | Suree Sukha             | 27/07/1982 |      |    | Chonburi FC                  |
| 3  | HV     | Patipan Petchpool       | 25/09/1980 |      |    | TOT FC                       |
| 4  | HV     | Jedsada Jitsawad        | 05/08/1980 |      |    | Thailand Tobacco Monopoly FC |
| 5  | HV     | Nived Siriwong          | 18/07/1977 |      |    | Thép Miền Nam Cảng Sài Gòn   |
| 6  | HV     | Nattaporn Phanrit       | 11/10/1982 |      |    | Osotsapa FC                  |
| 7  | TV     | Datsakorn Thonglao      | 30/12/1983 |      |    | Hoàng Anh Gia Lai            |
| 8  | TV     | Suchao Nuchnum          | 17/05/1983 |      |    | TOT FC                       |
| 9  | TV     | Therdsak Chaiman        | 29/09/1978 |      |    | Singapore Armed Forces       |
| 10 | TV     | Tawan Sripan(ĐT)        | 13/12/1971 |      |    | Hoàng Anh Gia Lai            |
| 12 | HV     | Nirut Surasiang         | 20/02/1979 |      |    | Pisico Bình Định             |
| 13 | TĐ     | Kiatisuk Senamuang      | 11/08/1973 |      |    | BEC Tero Sasana              |
| 14 | TĐ     | Teeratep Winothai       | 16/02/1985 |      |    | BEC Tero Sasana              |
| 15 | HV     | Prat Samakrat           | 31/10/1985 |      |    | BEC Tero Sasana              |
| 16 | HV     | Kiatprawut Saiwaew      | 24/01/1986 |      |    | Chonburi FC                  |
| 17 | TĐ     | Sutee Suksomkit         | 05/06/1980 |      |    | Tampines Rovers FC           |
| 18 | TM     | Kosin Hathairattanakool | 23/03/1982 |      |    | Chonburi FC                  |
| 19 | TV     | Pichitphong Choechiu    | 28/08/1982 |      |    | Krung Thai Bank FC           |
| 20 | TV     | Hattaporn Suwan         | 23/02/1984 |      |    | Provincial Electricity FC    |
| 21 | TĐ     | Teerasil Dangda         | 06/06/1988 |      |    | Pisico Bình Định             |
| 22 | TM     | Narit Taweekul          | 30/10/1983 |      |    | Thailand Tobacco Monopoly FC |
| 23 | TV     | Pipat Tonkanya          | 04/06/1979 |      |    | BEC Tero Sasana              |
| 24 | HV     | Apichet Puttan          | 10/08/1978 |      |    | PEA                          |

### Úc
Huấn luyện viên trưởng:  Graham Arnold
| SA | Vị trí | Tên cầu thủ       | Ngày sinh  | SLKA | BT | Câu lạc bộ        |
| -- | ------ | ----------------- | ---------- | ---- | -- | ----------------- |
| 1  | TM     | Mark Schwarzer    | 06/10/1972 | 46   | 0  | Middlesbrough     |
| 2  | HV     | Lucas Neill       | 09/03/1978 | 34   | 0  | West Ham United   |
| 3  | HV     | Patrick Kisnorbo  | 24/03/1981 | 12   | 0  | Leicester City    |
| 4  | TV     | Tim Cahill        | 06/12/1979 | 23   | 11 | Everton           |
| 5  | TV     | Jason Čulina      | 05/08/1980 | 22   | 1  | PSV Eindhoven     |
| 6  | HV     | Michael Beauchamp | 08/03/1981 | 7    | 0  | FC Nürnberg       |
| 7  | HV     | Brett Emerton     | 22/02/1979 | 57   | 12 | Blackburn Rovers  |
| 8  | TV     | Luke Wilkshire    | 02/10/1981 | 16   | 0  | FC Twente         |
| 9  | TĐ     | Mark Viduka (ĐT)  | 09/10/1975 | 39   | 8  | Newcastle United  |
| 10 | TV     | Harry Kewell      | 22/09/1978 | 24   | 8  | Liverpool         |
| 11 | TĐ     | Archie Thompson   | 23/10/1978 | 26   | 21 | Melbourne Victory |
| 12 | TM     | Bradley Jones     | 03/07/1982 | 1    | 0  | Middlesbrough     |
| 13 | TV     | Vince Grella      | 05/10/1979 | 27   | 0  | Torino            |
| 14 | TĐ     | Brett Holman      | 27/03/1984 | 7    | 1  | NEC Nijmegen      |
| 15 | TĐ     | John Aloisi       | 05/02/1976 | 50   | 26 | Alavés            |
| 16 | HV     | Michael Thwaite   | 02/05/1983 | 6    | 0  | Wisła Kraków      |
| 17 | TV     | Carl Valeri       | 14/08/1984 | 2    | 0  | Grosseto          |
| 18 | TM     | Michael Petkovic  | 16/07/1976 | 5    | 0  | Sivasspor         |
| 19 | TV     | Nick Carle        | 23/11/1981 | 4    | 0  | Gençlerbirliği    |
| 20 | TV     | David Carney      | 30/11/1983 | 2    | 0  | Sydney FC         |
| 21 | TV     | Mile Sterjovski   | 27/05/1979 | 32   | 5  | FC Basel          |
| 22 | HV     | Mark Milligan     | 04/08/1985 | 3    | 0  | Sydney FC         |
| 23 | TV     | Mark Bresciano    | 11/02/1980 | 33   | 9  | Palermo           |

## Bảng B

### Qatar
Huấn luyện viên trưởng:  Džemaludin Mušović
| SA | Vị trí | Tên cầu thủ                  | Ngày sinh  | SLKA | BT | Câu lạc bộ        |
| -- | ------ | ---------------------------- | ---------- | ---- | -- | ----------------- |
| 1  | TM     | Mohamed Saqr                 | 17/05/1981 |      |    | Al-Sadd           |
| 2  | TV     | Mesaad Al-Hamad              | 11/02/1986 |      |    | Al-Sadd           |
| 3  | HV     | Bilal Mohammed Rajab         | 02/06/1986 |      |    | Al-Gharafa        |
| 4  | HV     | Ibrahim Al Ghanim            | 27/06/1983 |      |    | Al-Arabi          |
| 5  | TV     | Majdi Siddiq                 | 03/09/1985 |      |    | Al-Khor           |
| 6  | HV     | Meshal Mubarak               | 25/02/1982 |      |    | Qatar Sports Club |
| 7  | TV     | Ali Nasser                   | 16/05/1986 |      |    | Al-Sadd           |
| 8  | TV     | Saad Ghanim Al Shammari (ĐT) | 06/08/1980 |      |    | Al-Gharafa        |
| 9  | TĐ     | Seyd Ali Baba Bashir         | 06/09/1982 |      |    | Al-Arabi          |
| 10 | TV     | Hussain Yasser Abdulrahman   | 09/01/1984 |      |    | Al-Rayyan         |
| 11 | TĐ     | Ali Hassan Afeef             | 20/01/1988 |      |    | Al-Sadd           |
| 12 | TĐ     | Magid Mohamed                | 01/10/1985 |      |    | Al-Sadd           |
| 13 | HV     | Mostafa Abdulla              | 02/01/1984 |      |    | Al Gharafa        |
| 14 | TV     | Younes Ali                   | 03/01/1983 |      |    | Al-Ahli           |
| 15 | TV     | Talal Al-Bloushi             | 08/11/1980 |      |    | Al-Sadd           |
| 16 | TĐ     | Mohamed Gholam Al Blooshi    | 08/11/1980 |      |    | Al-Sadd           |
| 17 | TV     | Wesam Rizik                  | 05/02/1981 |      |    | Al-Sadd           |
| 18 | TĐ     | Abdulla Waleed Jassem        | 02/08/1986 |      |    | Al-Rayyan         |
| 19 | HV     | Ibrahim Majed                | 12/05/1990 |      |    | Al-Sadd           |
| 20 | TV     | Adel Lamy                    | 13/11/1985 |      |    | Al-Rayyan         |
| 21 | HV     | Abdulla Koni                 | 19/07/1979 |      |    | Al-Sadd           |
| 23 | TĐ     | Sebastián Quintana           | 08/11/1983 |      |    | Qatar Sports Club |
| 24 | TM     | Rajab Kassim                 | 16/10/1986 |      |    | Al-Ahli           |

### Nhật Bản
Huấn luyện viên trưởng:  Ivica Osim
| SA | Vị trí | Tên cầu thủ               | Ngày sinh  | SLKA | BT | Câu lạc bộ           |
| -- | ------ | ------------------------- | ---------- | ---- | -- | -------------------- |
| 1  | TM     | Kawaguchi Yoshikatsu (ĐT) | 15/08/1975 | 100  | 0  | Jubilo Iwata         |
| 2  | TV     | Konno Yasuyuki            | 25/01/1983 | 8    | 0  | F.C. Tokyo           |
| 3  | HV     | Komano Yūichi             | 25/06/1981 | 18   | 0  | Sanfrecce Hiroshima  |
| 5  | HV     | Tsuboi Keisuke            | 16/09/1979 | 40   | 0  | Urawa Red Diamonds   |
| 6  | TV     | Abe Yuki                  | 06/09/1981 | 16   | 1  | Urawa Red Diamonds   |
| 7  | TV     | Endō Yasuhito             | 28/01/1980 | 47   | 3  | Gamba Osaka          |
| 8  | TV     | Hanyu Naotake             | 22/12/1980 | 7    | 0  | JEF United Ichihara  |
| 9  | TV     | Yamagishi Satoru          | 03/05/1983 | 4    | 0  | JEF United Chiba     |
| 10 | TV     | Nakamura Shunsuke         | 24/06/1978 | 65   | 16 | Celtic F.C.          |
| 11 | TĐ     | Sato Hisato               | 12/03/1982 | 13   | 3  | Sanfrecce Hiroshima  |
| 12 | TĐ     | Maki Seiichiro            | 07/08/1980 | 20   | 4  | JEF United Ichihara  |
| 13 | TV     | Suzuki Keita              | 08/07/1981 | 10   | 0  | Urawa Red Diamonds   |
| 14 | TV     | Nakamura Kengo            | 31/10/1980 | 6    | 1  | Kawasaki Frontale    |
| 15 | TV     | Mizuno Koki               | 06/09/1985 | 2    | 0  | JEF United Ichihara  |
| 18 | TM     | Narazaki Seigo            | 11/04/1976 | 51   | 0  | Nagoya Grampus Eight |
| 19 | TĐ     | Takahara Naohiro          | 04/06/1979 | 47   | 19 | Eintracht Frankfurt  |
| 20 | TĐ     | Kisho Yano                | 05/04/1984 | 2    | 0  | Albirex Niigata      |
| 21 | HV     | Kaji Akira                | 13/01/1980 | 50   | 1  | Gamba Osaka          |
| 22 | HV     | Nakazawa Yuji             | 25/02/1978 | 56   | 10 | Yokohama F. Marinos  |
| 23 | TM     | Kawashima Eiji            | 20/03/1983 | 0    | 0  | Kawasaki Frontale    |
| 24 | TV     | Hashimoto Hideo           | 21/05/1979 | 1    | 0  | Gamba Osaka          |
| 28 | TV     | Ota Yoshiaki              | 11/06/1983 | 0    | 0  | Jubilo Iwata         |
| 29 | TV     | Inoha Masahiko †          | 28/08/1985 | 0    | 0  | F.C. Tokyo           |

† Thay thế cho Bando Ryuji bị chấn thương

### UAE
Huấn luyện viên trưởng:  Bruno Metsu
| SA | Vị trí | Tên cầu thủ                   | Ngày sinh  | SLKA | BT | Câu lạc bộ     |
| -- | ------ | ----------------------------- | ---------- | ---- | -- | -------------- |
| 1  | TM     | Majed Nasir                   | 01/04/1984 |      |    | Al Wasl FC     |
| 2  | TV     | Abdulraheem Jumaa (ĐT)        | 23/05/1979 |      |    | Al-Wahda FC    |
| 3  | HV     | Mohammad Khamis               | 11/03/1976 |      |    | Al-Nasr        |
| 4  | HV     | Ali Msarri                    | 09/10/1981 |      |    | Al Ain FC      |
| 5  | TV     | Essa Ali                      | 02/04/1984 |      |    | Al-Wahda FC    |
| 6  | HV     | Rashid Abdulrahman Al-Hawsani | 20/10/1975 |      |    | Al-Jazira Club |
| 7  | TV     | Khalid Darweesh               | 17/10/1979 |      |    | Al Wasl FC     |
| 8  | TV     | Haider Alo Ali                | 25/12/1979 |      |    | Al-Wahda FC    |
| 9  | TĐ     | Nawaf Mubarak                 | 31/08/1981 |      |    | Sharjah FC     |
| 10 | TĐ     | Ismail Matar                  | 07/04/1983 |      |    | Al-Wahda FC    |
| 11 | TĐ     | Faisal Khalil                 | 04/12/1982 |      |    | Al-Ahli        |
| 12 | TM     | Waleed Salim                  | 28/10/1980 |      |    | Al-Ain FC      |
| 13 | TV     | Ahmed Mubarak                 | 28/12/1987 |      |    | Al-Jazira Club |
| 14 | HV     | Basheer Saeed                 | 28/06/1981 |      |    | Al-Wahda FC    |
| 15 | TV     | Mohammad Al Shehhi            | 28/03/1988 |      |    | Al-Wahda FC    |
| 17 | HV     | Youssef Jabber                | 25/02/1985 |      |    | Bani Yas Club  |
| 18 | TV     | Amir Murbarek                 | 28/12/1987 |      |    | Al-Nasr        |
| 19 | TĐ     | Saeed Al Kass                 | 20/02/1976 |      |    | Sharjah FC     |
| 20 | TV     | Hilal Saeed                   | 12/05/1977 |      |    | Al Ain FC      |
| 21 | HV     | Humaid Fakher                 | 03/11/1978 |      |    | Al-Ain FC      |
| 22 | HV     | Mohammed Qassim               | 09/11/1981 |      |    | Al-Ahli        |
| 23 | HV     | Saif Mohammed                 | 15/09/1983 |      |    | Al-Shabab      |
| 28 | TM     | Ismail Rabee                  | 11/01/1983 |      |    | Al-Shaab       |

### Việt Nam
Huấn luyện viên trưởng:  Alfred Riedl
| SA | Vị trí | Tên cầu thủ             | Ngày sinh  | SLKA | BT | Câu lạc bộ                         |
| -- | ------ | ----------------------- | ---------- | ---- | -- | ---------------------------------- |
| 1  | TM     | Bùi Quang Huy           | 24/07/1982 |      |    | Đạm Phú Mỹ Nam Định                |
| 2  | HV     | Phùng Văn Nhiên         | 23/11/1982 |      |    | Đạm Phú Mỹ Nam Định                |
| 3  | HV     | Nguyễn Huy Hoàng        | 04/01/1981 |      |    | Tài chính dầu khí-Sông Lam Nghệ An |
| 4  | HV     | Đoàn Việt Cường         | 13/06/1985 |      |    | Đồng Tháp                          |
| 6  | HV     | Phạm Hùng Dũng          | 28/09/1978 |      |    | Đà Nẵng                            |
| 7  | HV     | Vũ Như Thành            | 28/08/1981 |      |    | Becamex Bình Dương                 |
| 8  | TV     | Đồng Huy Thái           | 18/01/1985 |      |    | Halida Thanh Hoá                   |
| 9  | TĐ     | Lê Công Vinh            | 10/12/1985 |      |    | Tài chính dầu khí-Sông Lam Nghệ An |
| 10 | TĐ     | Huỳnh Phúc Hiệp         | 03/06/1988 |      |    | Thép Pomina Tiền Giang             |
| 11 | TV     | Phùng Công Minh         | 08/03/1985 |      |    | Becamex Bình Dương                 |
| 12 | TV     | Nguyễn Minh Phương (ĐT) | 05/07/1980 |      |    | Đồng Tâm Long An                   |
| 13 | TV     | Mai Tiến Thành          | 16/03/1986 |      |    | Halida Thanh Hoá                   |
| 14 | TV     | Lê Tấn Tài              | 26/03/1984 |      |    | Khatoco Khánh Hoà                  |
| 15 | TV     | Nguyễn Minh Chuyên      | 09/11/1985 |      |    | Thép Miền Nam - Cảng Sài Gòn       |
| 16 | HV     | Huỳnh Quang Thanh       | 06/04/1984 |      |    | Becamex Bình Dương                 |
| 17 | TV     | Nguyễn Vũ Phong         | 18/12/1985 |      |    | Becamex Bình Dương                 |
| 18 | TĐ     | Phan Thanh Bình         | 15/10/1986 |      |    | Đồng Tháp                          |
| 19 | TV     | Phan Văn Tài Em         | 23/04/1982 |      |    | Đồng Tâm Long An                   |
| 20 | TV     | Trần Đức Dương          | 02/05/1983 |      |    | Đạm Phú Mỹ Nam Định                |
| 21 | TĐ     | Nguyễn Anh Đức          | 25/01/1985 |      |    | Becamex Bình Dương                 |
| 22 | TM     | Dương Hồng Sơn          | 20/01/1982 |      |    | Tài chính dầu khí-Sông Lam Nghệ An |
| 23 | TM     | Trần Đức Cường          | 20/05/1985 |      |    | Đà Nẵng                            |
| 29 | HV     | Châu Phong Hoà          | 01/01/1985 |      |    | Đồng Tháp                          |

## Bảng C

### Iran
Huấn luyện viên trưởng:  Amir Ghalenoei
| SA | Vị trí | Tên cầu thủ           | Ngày sinh  | SLKA | BT | Câu lạc bộ            |
| -- | ------ | --------------------- | ---------- | ---- | -- | --------------------- |
| 1  | TM     | Hassan Roudbarian     | 06/06/1978 | 14   | 0  | Pas Tehran F.C.       |
| 2  | TV     | Mehdi Mahdavikia (ĐT) | 24/07/1977 | 98   | 12 | Eintracht Frankfurt   |
| 3  | HV     | Amir Hossein Sadeqi   | 06/09/1981 | 9    | 0  | Esteghlal F.C.        |
| 4  | TV     | Andranik Teymourian   | 06/03/1983 | 19   | 1  | Bolton Wanderers F.C. |
| 5  | HV     | Rahman Rezaei         | 20/02/1975 | 51   | 3  | A.S. Livorno Calcio   |
| 6  | TV     | Javad Nekounam        | 07/09/1980 | 82   | 16 | CA Osasuna            |
| 7  | TV     | Ferydoon Zandi        | 26/04/1979 | 14   | 1  | Apollon Limassol      |
| 8  | TV     | Ali Karimi            | 08/11/1978 | 99   | 35 | Qatar SC              |
| 9  | TĐ     | Vahid Hashemian       | 21/06/1976 | 36   | 13 | Hannover 96           |
| 10 | TĐ     | Rasoul Khatibi        | 22/09/1978 | 21   | 5  | Emirates Club         |
| 11 | TV     | Mehrzad Madanchi      | 10/01/1985 | 16   | 5  | Persepolis F.C.       |
| 12 | HV     | Jalal Hosseini        | 03/02/1982 | 7    | 0  | Saipa F.C.            |
| 13 | HV     | Hossein Kaebi         | 23/09/1985 | 50   | 1  | Leicester City        |
| 14 | TV     | Iman Mobali           | 03/11/1982 | 38   | 1  | Al-Shabab             |
| 15 | HV     | Hadi Aghili           | 15/01/1981 | 4    | 0  | Sepahan F.C.          |
| 16 | TĐ     | Reza Enayati          | 23/09/1976 | 24   | 7  | Emirates Club         |
| 17 | TV     | Javad Kazemian        | 23/04/1981 | 30   | 0  | Al-Shabab             |
| 18 | TĐ     | Mehdi Rajabzadeh      | 21/03/1978 | 14   | 4  | F.C. Zob Ahan         |
| 19 | TV     | Ebrahim Sadeghi       | 04/02/1979 | 4    | 1  | Saipa F.C.            |
| 20 | HV     | Mohammad Nosrati      | 10/01/1982 | 55   | 4  | Pas Tehran F.C.       |
| 22 | TM     | Vahid Talebloo        | 26/05/1982 | 4    | 0  | Esteghlal F.C.        |
| 24 | TV     | Masoud Shojaei        | 19/06/1984 | 8    | 0  | Al-Sharjah            |
| 30 | TM     | Mehdi Rahmati         | 02/02/1983 | 10   | 0  | Esteghlal             |

### Malaysia
Huấn luyện viên trưởng:  Norizan Bakar
| SA | Vị trí | Tên cầu thủ                             | Ngày sinh  | SLKA | BT | Câu lạc bộ                  |
| -- | ------ | --------------------------------------- | ---------- | ---- | -- | --------------------------- |
| 1  | TM     | Azizon Abdul Kadir                      | 10/06/1980 |      |    | Negri Sembilan FA (NS NAZA) |
| 2  | HV     | Hamzani Omar                            | 30/09/1978 |      |    | Johor Pasir Gudang          |
| 3  | HV     | Fauzie Nan                              | 02/01/1980 |      |    | Perlis FA                   |
| 4  | HV     | Nazrulerwan Makmor                      | 04/05/1980 |      |    | PKNS FC                     |
| 5  | TV     | Norhafiz Zamani Misbah                  | 15/07/1981 |      |    | Pahang FA                   |
| 6  | HV     | Thirumurugan s/o Veeran                 | 09/01/1983 |      |    | Kedah FA                    |
| 7  | HV     | Muhd Kaironnisam Sahabuddin Hussain(ĐT) | 10/05/1979 |      |    | UPB-MyTeam FC               |
| 8  | TĐ     | Mohd Safee Sali                         | 29/01/1984 |      |    | Selangor FA                 |
| 9  | TV     | Eddy Helmi Manan                        | 08/12/1979 |      |    | Johor FC                    |
| 10 | TV     | Mohammad Hardi Jaafar                   | 30/05/1979 |      |    | Melaka TMFC                 |
| 11 | TV     | Nor Farhan Mohamad                      | 07/06/1984 |      |    | Terengganu FA               |
| 12 | TV     | Mohd Shukor Adan                        | 24/09/1979 |      |    | Selangor FA                 |
| 13 | TĐ     | Indra Putra Mahayuddin                  | 02/09/1981 |      |    | Pahang FA                   |
| 14 | TĐ     | Akmal Rizal Ahmad Rakhli                | 15/12/1981 |      |    | Selangor FA                 |
| 15 | TV     | Shahrulnizam Mustapha                   | 02/04/1981 |      |    | Perak FA                    |
| 16 | TV     | Ahmad Fauzi Shaari                      | 30/04/1982 |      |    | Kedah FA                    |
| 17 | HV     | Nanthakumar s/o Kaliapan                | 13/10/1977 |      |    | Perak FA                    |
| 18 | TV     | Mohd Fadzli Saari                       | 01/01/1983 |      |    | Selangor FA                 |
| 19 | HV     | Rosdi Talib                             | 11/01/1976 |      |    | Pahang FA                   |
| 20 | TĐ     | Hairuddin Omar                          | 29/09/1979 |      |    | Pahang FA                   |
| 21 | TM     | Mohd Suffian Abdul Rahman               | 23/02/1978 |      |    | Melaka TMFC                 |
| 22 | TV     | Mohd Ivan Yusoff                        | 13/05/1982 |      |    | Kuala Lumpur FA             |
| 23 | TV     | Mohd Aidil Zafuan Abdul Radzak          | 22/10/1987 |      |    | Negri Sembilan FA (NS NAZA) |

### Trung Quốc
Huấn luyện viên trưởng:  Chu Quảng Hỗ
| SA | Vị trí | Tên cầu thủ      | Ngày sinh  | SLKA | BT | Câu lạc bộ          |
| -- | ------ | ---------------- | ---------- | ---- | -- | ------------------- |
| 1  | TM     | Lý Lôi Lôi       | 30/06/1977 | 21   | 0  | Lỗ Năng Sơn Đông    |
| 2  | HV     | Đỗ Uy            | 09/02/1982 | 21   | 1  | Thân Hoa Thượng Hải |
| 3  | HV     | Tôn Tường        | 15/01/1982 | 27   | 3  | Thân Hoa Thượng Hải |
| 4  | HV     | Trương Diệu Khôn | 17/04/1981 | 27   | 2  | Thật Đức Đại Liên   |
| 5  | HV     | Lý Vĩ Phong      | 01/12/1978 | 93   | 11 | Thân Hoa Thượng Hải |
| 6  | TV     | Thiệu Giai Nhất  | 10/04/1980 | 33   | 6  | Energie Cottbus     |
| 7  | HV     | Tôn Kế Hải       | 30/09/1977 | 66   | 1  | Manchester City     |
| 8  | TV     | Lý Thiết         | 18/09/1977 | 89   | 5  | Sheffield United    |
| 9  | TĐ     | Hán Bằng         | 13/09/1983 | 10   | 4  | Lỗ Năng Sơn Đông    |
| 10 | TV     | Trịnh Chí (C)    | 20/08/1980 | 37   | 11 | Lỗ Năng Sơn Đông    |
| 11 | TĐ     | Đổng Phương Trác | 23/01/1985 | 11   | 1  | Manchester United   |
| 12 | TV     | Triệu Húc Nhật   | 03/12/1985 | 18   | 1  | Thật Đức Đại Liên   |
| 13 | HV     | Trương Suất      | 20/07/1981 | 2    | 0  | Bắc Kinh Quốc An    |
| 14 | TĐ     | Châu Đỉnh        | 15/07/1985 | 2    | 0  | Thật Đức Đại Liên   |
| 15 | TV     | Vương Đông       | 10/09/1981 | 10   | 1  | Á Đài Trường Xuân   |
| 16 | HV     | Quý Minh Nghĩa   | 15/12/1980 | 20   | 0  | Thật Đức Đại Liên   |
| 18 | TV     | Châu Hải Bân     | 19/07/1985 | 19   | 1  | Lỗ Năng Sơn Đông    |
| 19 | TV     | Trịnh Bân        | 04/07/1977 | 29   | 0  | Quang Lộc Vũ Hán    |
| 20 | TV     | Mao Kiểm Khanh   | 08/08/1986 | 3    | 1  | Thân Hoa Thượng Hải |
| 21 | TĐ     | Vương Bằng       | 16/06/1978 | 15   | 3  | Thật Đức Đại Liên   |
| 22 | TM     | Vương Quân       | 10/06/1981 | 2    | 0  | Teda Thiên Tân      |
| 23 | HV     | Tào Dương        | 15/12/1981 | 19   | 1  | Teda Thiên Tân      |
| 30 | TM     | Tôn Luật         | 26/07/1981 | 1    | 0  | Á Đài Trường Xuân   |

### Uzbekistan
Huấn luyện viên trưởng:  Rauf Inileyev
| SA | Vị trí | Tên cầu thủ           | Ngày sinh  | SLKA | BT | Câu lạc bộ               |
| -- | ------ | --------------------- | ---------- | ---- | -- | ------------------------ |
| 1  | TM     | Pavel Bugalo          | 21/08/1974 |      |    | FK Quruvchi Tashkent     |
| 2  | HV     | Hayrulla Karimov      | 22/04/1978 |      |    | FK Mash'al Mubarek       |
| 3  | HV     | Vitaliy Denisov       | 23/02/1987 |      |    | FC Dnipro Dnipropetrovsk |
| 4  | TV     | Aziz Ibrahimov        | 21/07/1986 |      |    | Slovan Bratislava        |
| 5  | HV     | Asror Aliqulov        | 12/09/1978 |      |    | FC Pakhtakor Tashkent    |
| 6  | HV     | Anzur Ismailov        | 25/04/1985 |      |    | FC Pakhtakor Tashkent    |
| 7  | TV     | Aziz Haydarov         | 08/07/1985 |      |    | Lokomotiv Tashkent       |
| 8  | TV     | Server Djeparov       | 03/10/1982 |      |    | FC Pakhtakor Tashkent    |
| 9  | TĐ     | Pavel Solomin         | 15/06/1982 |      |    | FC Saturn Moscow Oblast  |
| 10 | TĐ     | Ulugbek Bakayev       | 28/11/1978 |      |    | FC Tobol                 |
| 11 | TV     | Marat Bikmoev         | 01/01/1986 |      |    | Rubin Kazan              |
| 12 | TM     | Ignatiy Nesterov      | 20/06/1983 |      |    | FC Pakhtakor Tashkent    |
| 13 | TV     | Hikmat Hashimov       | 12/11/1979 |      |    | Nasaf Qarshi             |
| 14 | TV     | Victor Karpenko       | 07/09/1979 |      |    | FK Quruvchi Tashkent     |
| 15 | TĐ     | Aleksandr Geynrikh    | 06/10/1984 |      |    | FC Pakhtakor Tashkent    |
| 16 | TĐ     | Maksim Shatskikh (ĐT) | 30/08/1978 |      |    | Dynamo Kyiv              |
| 17 | HV     | Aleksey Nikolayev     | 15/09/1979 |      |    | FC Aktobe                |
| 18 | TV     | Timur Kapadze         | 05/09/1981 |      |    | FC Pakhtakor Tashkent    |
| 19 | HV     | Islom Inomov          | 30/05/1984 |      |    | FC Pakhtakor Tashkent    |
| 20 | TV     | Ildar Magdeev         | 11/04/1984 |      |    | FC Pakhtakor Tashkent    |
| 21 | TM     | Gayratjon Hasanov     | 12/01/1983 |      |    | FK Neftchy Farg'ona      |
| 22 | TV     | Ikboljon Akramov      | 10/10/1983 |      |    | FK Neftchy Farg'ona      |
| 23 | HV     | Bоtir Qоraev          | 08/04/1980 |      |    | FK Mash'al Mubarek       |

## Bảng D

### Ả Rập Saudi
Huấn luyện viên trưởng:  Hélio
| SA | Vị trí | Tên cầu thủ            | Ngày sinh  | SLKA | BT | Câu lạc bộ  |
| -- | ------ | ---------------------- | ---------- | ---- | -- | ----------- |
| 1  | TM     | Yasser Al-Musalim      | 27/02/1984 |      |    | Al-Ahli     |
| 2  | HV     | Ibrahim Hazazi         | 22/11/1984 |      |    | Al-Ahli     |
| 3  | HV     | Osama Hawsawi          | 20/10/1980 |      |    | Al-Wahda FC |
| 4  | HV     | Hamad Al-Montashari    | 22/10/1982 |      |    | Al-Ittihad  |
| 5  | HV     | Majed Al-Amri          | 24/02/1985 |      |    | Al-Ittifaq  |
| 6  | TV     | Omar Al-Ghamdi         | 11/04/1979 |      |    | Al-Hilal    |
| 7  | HV     | Kamel Al-Mousa         | 05/04/1981 |      |    | Al-Wahda FC |
| 8  | TĐ     | Saleh Bashir Al-Dosari | 04/02/1983 |      |    | Al-Ittifaq  |
| 9  | TĐ     | Malek Mouath           | 10/08/1981 |      |    | Al-Ahli     |
| 10 | TV     | Mahmoud Al-Shlhoub     | 08/12/1980 |      |    | Al-Hilal    |
| 11 | TĐ     | Saad Al-Harthi         | 03/02/1984 |      |    | Al-Nasr     |
| 12 | HV     | Talal Al-Khaibari      | 09/01/1977 |      |    | Al-Wahda FC |
| 13 | TV     | Ahmed Darwish          | 29/10/1984 |      |    | Al-Ahli     |
| 14 | TV     | Saud Khariri           | 03/07/1980 |      |    | Al-Ittihad  |
| 15 | HV     | Ahmed Al-Bahri         | 18/09/1980 |      |    | Al-Nasr     |
| 16 | TV     | Khaled Aziz            | 14/07/1981 |      |    | Al-Hilal    |
| 17 | TV     | Taisir Al-Jassim       | 25/07/1984 |      |    | Al-Ahli     |
| 18 | TĐ     | Abdulrahman Al-Qahtani | 27/12/1983 |      |    | Al-Ittihad  |
| 19 | HV     | Walid Abd-Rabu         | 01/10/1982 |      |    | Al-Ahli     |
| 20 | TĐ     | Yasser Al-Qahtani(ĐT)  | 10/10/1982 |      |    | Al-Hilal    |
| 21 | TM     | Assaf Al-Garni         | 02/04/1984 |      |    | Al-Wahda FC |
| 22 | TM     | Waleed Ali             | 19/04/1986 |      |    | Al-Shabab   |
| 23 | TĐ     | Naser Al-Shimrani      | 28/01/1983 |      |    | Al-Wahda FC |
| 24 | TM     | Tisir Al-Antaif        | 16/02/1974 |      |    | Al-Ittihad  |
| 25 | HV     | Redha Tukar            | 29/11/1975 |      |    | Al-Ittihad  |
| 26 | HV     | Abdullah Shuhail       | 22/01/1985 |      |    | Al-Shabab   |
| 27 | TV     | Saheb Al-Abdullah      | 21/07/1977 |      |    | Al-Ahli     |
| 28 | TV     | Abdoh Otaif            | 02/04/1984 |      |    | Al-Shabab   |
| 29 | TĐ     | Yousif Al-Salem        | 04/05/1985 |      |    | Al-Qadisiya |
| 30 | TV     | Ahmed Al-Mousa         | 05/03/1980 |      |    | Al-Wahda FC |

### Bahrain
Huấn luyện viên trưởng:  Milan Máčala
| SA | Vị trí | Tên cầu thủ          | Ngày sinh  | SLKA | BT | Câu lạc bộ            |
| -- | ------ | -------------------- | ---------- | ---- | -- | --------------------- |
| 1  | TM     | Mohamed Ali Hassan   | 16/08/1971 |      |    | Muharraq Club         |
| 2  | HV     | Mohamed Husain       | 31/07/1980 |      |    | Kadhima Club          |
| 3  | HV     | Abdulla Marzooq(ĐT)  | 12/12/1980 |      |    | Al Ta'ai Club         |
| 4  | HV     | Jasim Al Malood      | 06/10/1987 |      |    | Al-Najma              |
| 5  | HV     | Ahmed Matar Abdulla  | 29/10/1983 |      |    | Bahrein Riffa Club    |
| 7  | TV     | Mahmood Jalal        | 05/11/1980 |      |    | Qatar Sports Club     |
| 8  | TV     | Rashid Al-Dosari     | 24/03/1980 |      |    | Muharraq Club         |
| 9  | TĐ     | Husain Ali           | 31/12/1981 |      |    | Umm-Salal Sports Club |
| 10 | TV     | Mohamed Salmeen      | 04/11/1980 |      |    | Muharraq Club         |
| 11 | TĐ     | Ismaeel Abdullatif   | 11/09/1986 |      |    | Al Hala               |
| 13 | TV     | Talal Yousef         | 24/02/1975 |      |    | Al Kuwait Kaifan      |
| 14 | HV     | Salman Isa           | 11/06/1977 |      |    | Al-Arabi Sports Club  |
| 16 | TV     | Sayed Adnan          | 05/02/1983 |      |    | Al-Khor Sports Club   |
| 17 | HV     | Husain Ali Baba      | 11/02/1982 |      |    | Al Kuwait Kaifan      |
| 18 | TV     | Hussain Salman Makki | 20/12/1982 |      |    | Muharraq Club         |
| 19 | HV     | Ali Al Shehabi       | 06/11/1982 |      |    | Al-Najma              |
| 20 | HV     | Ahmed Hassan Talib   | 29/03/1980 |      |    | Bahrein Riffa Club    |
| 21 | TM     | Abdul Rahman Ahmed   | 13/05/1980 |      |    | Muharraq Club         |
| 22 | TM     | Ali Saeed Abdulla    | 24/09/1979 |      |    | Al-Ahli               |
| 23 | HV     | Ebrahim Mishkhas     | 07/07/1980 |      |    | Al Arabi              |
| 24 | TV     | Hamad Al Anezi       | 22/04/1984 |      |    | Al-Arabi Sports Club  |
| 27 | TV     | Mahmood Abdulrahman  | 22/11/1984 |      |    | Muharraq Club         |
| 28 | TM     | Abbas Khamis         | 13/06/1983 |      |    | Sitra Club            |
| 29 | HV     | Mohamed Hubail       | 23/06/1981 |      |    | Al-Ahli               |
| 30 | TĐ     | A'ala Hubail         | 25/06/1982 |      |    | Al-Gharafa            |

### Hàn Quốc
Huấn luyện viên trưởng:  Pim Verbeek
| SA | Vị trí | Tên cầu thủ      | Ngày sinh  | SLKA | BT | Câu lạc bộ             |
| -- | ------ | ---------------- | ---------- | ---- | -- | ---------------------- |
| 1  | TM     | Lee Woon-Jae(ĐT) | 26/04/1973 | 102  |    | Suwon                  |
| 2  | HV     | Song Chong-Gug   | 20/02/1979 | 58   |    | Suwon                  |
| 3  | HV     | Kim Jin-Kyu      | 16/02/1985 | 31   |    | Chunnam Dragons        |
| 4  | HV     | Kim Dong-Jin     | 29/01/1981 | 44   |    | Zenit                  |
| 6  | TV     | Lee Ho           | 22/10/1984 | 20   |    | Zenit                  |
| 7  | TĐ     | Choi Sung-Kuk    | 25/02/1981 | 15   |    | Ilhwa Chunma           |
| 8  | TV     | Kim Do-Heon      | 14/07/1982 | 40   |    | Ilhwa Chunma           |
| 9  | TĐ     | Cho Jae-Jin      | 09/07/1981 | 30   |    | Shimizu S-Pulse        |
| 10 | TĐ     | Lee Chun-Soo     | 09/07/1981 | 71   |    | Ulsan                  |
| 11 | TĐ     | Lee Keun-Ho      | 11/04/1985 | 0    |    | Daegu                  |
| 12 | TĐ     | Lee Dong-Gook    | 29/04/1979 | 64   |    | Middlesbrough          |
| 13 | HV     | Kim Chi-Gon      | 29/07/1983 | 4    |    | FC Seoul               |
| 14 | TV     | Kim Sang-Sik     | 17/12/1976 | 51   |    | Ilhwa Chunma           |
| 15 | HV     | Kim Chi-Woo      | 11/11/1983 | 4    |    | Chunnam Dragons        |
| 16 | HV     | Oh Bum-Seok      | 09/07/1984 | 6    |    | Pohang                 |
| 17 | TV     | Kim Jung-Woo     | 09/05/1984 | 27   |    | Nagoya Grampus Eight   |
| 18 | TĐ     | Woo Sung-Yong    | 18/08/1973 | 10   |    | Ulsan                  |
| 19 | TĐ     | Yeom Ki-Hoon     | 30/03/1983 | 4    |    | Jeonbuk Hyundai Motors |
| 20 | TV     | Son Dae-Ho       | 11/09/1981 | 1    |    | Ilhwa Chunma           |
| 21 | TM     | Kim Yong-Dae     | 11/10/1979 | 17   |    | Ilhwa Chunma           |
| 22 | HV     | Kang Min-Soo     | 14/02/1986 | 1    |    | Chunnam Dragons        |
| 23 | TM     | Jung Sung-Ryong  | 04/04/1985 | 0    |    | Pohang                 |
| 27 | TV     | Oh Jang-Eun      | 24/07/1985 | 2    |    | Ulsan                  |

### Indonesia
Huấn luyện viên trưởng:  Ivan Venkov Kolev
| SA | Vị trí | Tên cầu thủ          | Ngày sinh  | SLKA | BT | Câu lạc bộ         |
| -- | ------ | -------------------- | ---------- | ---- | -- | ------------------ |
| 1  | TM     | Jendry Pitoy         | 15/01/1981 | 13   |    | Persipura Jayapura |
| 2  | HV     | Muhammad Ridwan      | 08/07/1980 | 0    |    | PSIS Semarang      |
| 3  | HV     | Erol Iba             | 06/08/1979 | 5    |    | Persik Kediri      |
| 4  | HV     | Ricardo Salampessy   | 18/02/1984 | 6    |    | Persipura Jayapura |
| 5  | HV     | Maman Abdurrachman   | 12/05/1982 | 3    |    | PSIS Semarang      |
| 6  | HV     | Charis Yulianto      | 11/07/1978 | 10   |    | Sriwijaya FC       |
| 7  | TV     | Eka Ramdhani         | 18/06/1984 | 3    |    | Persib Bandung     |
| 8  | TĐ     | Ellie Aiboy          | 20/04/1979 | 29   |    | Arema Malang       |
| 9  | TV     | Mahyadi Panggabean   | 08/01/1982 | 9    |    | PSMS Medan         |
| 10 | TĐ     | Rahmad Rivai         | 11/12/1977 | 10   |    | Persiter Ternate   |
| 11 | TV     | Ponaryo Astaman (ĐT) | 25/09/1979 | 32   |    | Arema Malang       |
| 12 | TM     | Ferry Rotinsulu      | 28/12/1982 | 0    |    | Sriwijaya FC       |
| 13 | TĐ     | Budi Sudarsono       | 19/09/1979 | 24   |    | Persik Kediri      |
| 14 | TĐ     | Ismed Sofyan         | 28/08/1979 | 38   |    | Persija Jakarta    |
| 15 | TV     | Firman Utina         | 15/12/1981 | 8    |    | Persita Tangerang  |
| 16 | TV     | Syamsul Chaeruddin   | 09/02/1983 | 20   |    | PSM Makassar       |
| 17 | TV     | Atep                 | 05/06/1985 | 4    |    | Persija Jakarta    |
| 18 | HV     | Firmansyah           | 07/04/1980 | 20   |    | Sriwijaya FC       |
| 19 | TĐ     | Zaenal Arief         | 03/01/1981 | 7    |    | Persib Bandung     |
| 20 | TĐ     | Bambang Pamungkas    | 10/08/1980 | 42   |    | Persija Jakarta    |
| 21 | HV     | Harry Saputra        | 12/06/1981 | 19   |    | Persis Solo        |
| 22 | HV     | Supardi              | 19/07/1977 | 2    |    | PSMS Medan         |
| 23 | TM     | Marcus Horison       | 14/03/1981 | 0    |    | PSMS Medan         |